# Простетическая группа
Простетическая группа — компонент неаминокислотной природы, прочно соединенный с белком (например, при помощи ковалентной связи), и выполняющий важную роль в биологической активности соответствующего белка. Простетические группы могут быть органическими (витамины, углеводы, липиды) или неорганическими (например, ионы металлов). Белок без простетической группы называется «апобелок», а белок с присоединенной группой — «холобелок» (или, соответственно, в случае ферментов — «апофермент» и «холофермент»).
Одним из примеров является гем, который является простетической группой в молекуле гемоглобина.